# Rachel Carns
Rachel Carns (13 de agosto de 1969) es una cantante, baterista, teclista y compositora estadounidense, originaria de Olympia, Washington. Se crio en un pequeño pueblo de Wisconsin. Estudió pintura y dibujo en el Instituto Cooper Union en Nueva York. Carns es reconocida por su estilo al tocar la batería permaneciendo de pie. En su carrera artística se ha asociado con las bandas Kicking Giant, The Need y The King Cobra. También es una reconocida diseñadora gráfica, que trabaja bajo el seudónimo de System Lux, y toca la percusión con el grupo de arte experimental Cloud Eye Control.

## Discografía

### Con Kicking Giant
- Boyfriend/Girlfriend (Loose Leaf, 1990)
- Secret Teenage Summer (Loose Leaf, 1991]
- Present (Loose Leaf, 1992)
- Hotbox (Punk In My Vitamins, 1993)
- Halo (Spartadisc, 1993)
- Alien i.D. (K Records, 1994)

### Con The Need
- The Need (Chainsaw Records, 1997)
- The Need with Joe Preston and DJ Zena (Up Records, 1998)
- The Need Is Dead (Chainsaw Records, 2000)
- The Transfused (Yoyo Recordings, 2000)

### Con The King Cobra
- The King Cobra 8-song Punkass CD(Yr Highness, 2003)
- The King Cobra (Troubleman Unlimited, 2004)